# Guecello da Prata
Guecello da Prata (Prata di Pordenone, prima metà del XII secolo – inizio XIII secolo) è stato un politico e militare italiano.

## Biografia
Figlio di Gabriele da Prata, alla sua morte divenne capo della propria casata, importante famiglia feudale con interessi sia in Friuli che nel Cenedese.
Nel 1164 guidò una federazione, composta dal patriarca di Aquileia, dai vescovi di Ceneda e Belluno e dal Comune di Conegliano, contro le mire espansionistiche del Comune di Treviso che in quell'anno aveva occupato il castello di Caneva. Nel 1165 fronteggiò le truppe nemiche, capeggiate da Ezzelino I da Romano e da Gherardo da Camposampiero, a San Michele di Piave, ma venne sconfitto e imprigionato. Venne liberato il 18 settembre 1165 sottoscrivendo un duro patto di cittadinanza che gli imponeva la residenza di almeno un mese l'anno a Treviso, di mettere a disposizione della città i propri castelli e di rispettare le imposte fiscali del Comune sui propri possedimenti.
Nel periodo successivo assunse una posizione di sempre maggior rilievo negli ambienti trevigiani e suggellò l'alleanza con i da Romano sposando Gisla, figlia di Ezzelino I. Nel 1177 partecipò alla pace di Venezia tra il Sacro Romano Impero e la Lega Lombarda, nel 1179, divenuto podestà di Treviso, fu impegnato nella pacificazione della Marca di Verona, riconoscendo l'indipendenza di Ceneda, Feltre e Belluno.
Nel 1180 Conegliano e Oderzo si unirono a Padova in funzione antitrevigiana. Le tensioni, che rischiavano di alimentare un nuovo conflitto, furono sopite solo grazie all'intervento dei rettori di Piacenza, Bergamo e Brescia, che spinsero i podestà di Padova e Treviso (ovvero Guglielmino Tempesta e lo stesso Guecello) a siglare un accordo a Verona il 20 gennaio 1181.
Concluso il suo mandato di podestà, Guecello tornò ad avvicinarsi al patriarca e ai suoi alleati. Il 30 agosto 1181 fu investito dal vescovo di Ceneda Sigisfredo da Conegliano del castello di Ceneda. Il 5 settembre 1188, ad Aquileia, il patriarca Godofredo gli confermò tutti i feudi che il padre aveva ricevuto dalla sua Chiesa.
Nel 1190 si riaccesero le tensioni tra Treviso e il Patriarcato, affiancato da Padova e dai vescovi di Feltre e Ceneda. Guecello combatté contro i Trevigiani e nel 1193 assediò Oderzo; i nemici risposero attaccando il suo castello di Brugnera e lo costrinsero a un atteggiamento più difensivo. Nonostante questi insuccessi, la sua fazione ebbe la meglio e la vittoria fu confermata dall'arbitrato promulgato a Mantova. Treviso non accettò l'esito e ricorse al parere di Enrico VI, il quale annullò la sentenza. Gli scontri ripresero e, dopo vicende alterne, nel 1198 i Trevigiani, forti dell'appoggio di Verona e Vicenza, riuscirono a sferrare l'attacco decisivo, ottenendo la resa di Ceneda il 15 giugno 1199.
Guecello fu costretto a firmare un secondo patto di cittadinanza, che lo costringeva a diventare vassallo del Comune di Treviso, cedendogli il castello di Brugnera e assicurando la sicurezza delle strade di sua giurisdizione ai mercanti della città.
Morto all'inizio del Duecento, nel 1214 i figli Gabriele e Federico divisero la sua eredità dando origine rispettivamente al ramo di Prata e a quello di Porcia e Brugnera.